# Molophilus tortilis
Molophilus tortilis là một loài ruồi trong họ Limoniidae. Chúng phân bố ở miền Australasia.